# Brisbane
Brisbane (Phát âm /ˈbɹɪz.bən/) là thành phố thủ phủ và là thành phố đông nhất của bang Queensland của Úc. Nó cũng là thành phố lớn thứ ba ở Úc. Nó nằm gần Thái Bình Dương và bên cạnh sông Brisbane trên vùng đồng bằng giữa vịnh Moreton và Dãy núi lớn (Great Dividing Range) ở vùng đông nam của Queensland.
Thành phố này được đặt tên theo Sir Thomas Brisbane là Thống đốc New South Wales từ năm 1821–1825. Theo lệnh của ông, vùng đất ban đầu hình thành từ khu thuộc địa dành cho những người tù nhân khổ sai vào năm 1824 tại Redcliffe, cách đó 28 km về phía bắc. Sau đó vùng này được chuyển đến trung tâm Brisbane ngày nay vào năm 1825, những di dân tự do được phép định cư từ năm 1842. Nó trở thành thủ phủ của bang khi Queensland được tuyên bố là thuộc địa riêng biệt vào năm 1859. Thành phố này chậm phát triển cho đến sau chiến tranh thế giới thứ hai khi nó đóng vai trò chủ chốt trong chiến dịch của Đồng Minh với vai trò là Tổng hành dinh Tây Nam Thái Bình Dương của Tướng Douglas MacArthur.
Gần đây, Brisbane đăng cai Thế vận hội Khối thịnh vượng chung 1982 (1982 Commonwealth Games), Hội chợ Thế giới 1988 (Expo '88), và Thế vận hội Thiện chí 2001 (Goodwill Games 2001). Brisbane sẽ là chủ nhà của kì Olympic năm 2032.

## Lịch sử
Trước khi người châu Âu đến định cư, vùng đất Brisbane do người Turrbul và Jagera đến từ vùng Eo biển Torres cư trú. Họ đặt tên cho Brisbane là Mian-jin, có nghĩa là "vùng đất nan hoa."
Năm 1823, một cuộc thám hiểm do John Oxley đứng đầu đã khai phá vịnh Moreton và đi về phía sông Brisbane tới vùng Goodna, khoảng 20 km ngược lên hướng Trung tâm Thương mại Brisbane ngày nay.
Năm 1824, những người đứng đầu New South Wales thiết lập khu tù khổ sai tại khu Redcliffe ngày nay, trên bờ của vịnh Moreton. Tuy nhiên, khu Redcliffe bị phá bỏ sau một năm và được chuyển về phía nam một bán đảo trên sông Brisbane (ngày nay là Trung tâm Thương mại Brisbane) bởi vì khu vực này có một lượng nước dồi dào. Bắt đầu từ năm 1838, người châu Âu tự do mới bắt đầu di cư đến vùng đất này.
Queensland được tuyên bố trở thành thuộc địa riêng biệt vào tháng 6 năm 1859 và Brisbane được chọn làm thủ phủ. Tuy nhiên, Brisbane chưa được tổ chức thành một thành phố cho đến năm 1902. Hơn hai mươi khu đô thị và quận tự quản được nhập lại vào năm 1925 để thành lập Thành phố Đại Brisbane được điều hành bởi Hội đồng thành phố Brisbane.

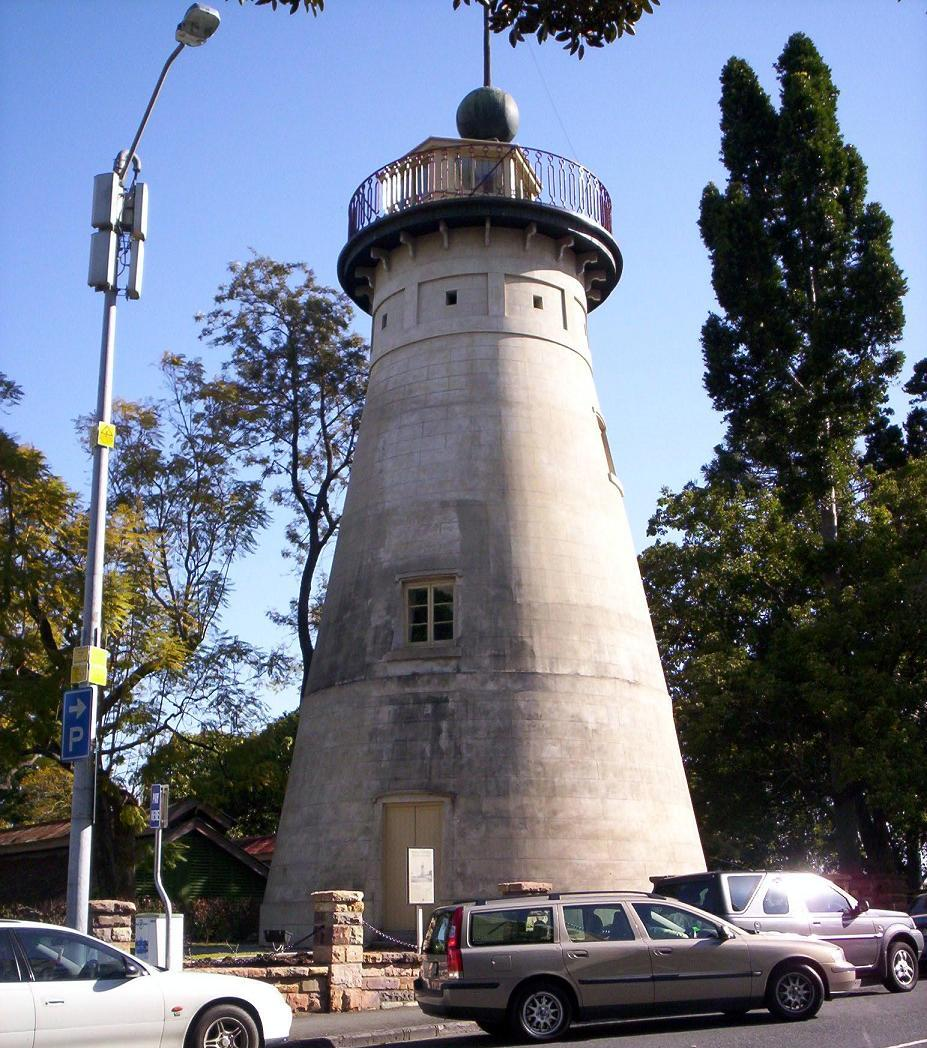
Cối xay gió được xây dựng bởi các tù nhân ở công viên Wickham

Các tòa nhà mang tính lịch sử bao gồm Cối xay gió (windmill) do các tù nhân khổ sai xây dựng vào năm 1828. Di tích này là tòa nhà cổ nhất còn tồn tại ở Queensland. Cối xay gió này ban đầu được sử dụng để nghiền hạt ngũ cốc và coi như là một hình phạt các tù nhân khổ sai. Một đặc trưng khác của tháp này mà nhiều người không biết là nó chính là khu vực phát tín hiệu truyền hình đầu tiên ở nam bán cầu vào tháng 4 năm 1934 – một thời gian rất lâu trước khi TV xuất hiện. Những chương trình truyền hình này vẫn còn tiếp tục trình chiếu cho đến chiến tranh thế giới lần thứ hai.
Một tòa nhà mang tính lịch sử nữa là Đền tưởng niệm (Shrine of Remembrance) được xây dựng vào which ngày 11 tháng 11 năm 1930. Đây là đền tưởng niệm chính ở Brisbane để tưởng nhớ những người Úc chết trong chiến tranh.
Trong Chiến tranh thế giới lần thứ hai, Brisbane đóng vai trò chủ chốt trong chiến dịch của Đồng Minh với vai trò là Tổng hành dinh Tây Nam Thái Bình Dương của Tướng Douglas MacArthur, tư lệnh các Lực lượng Đồng minh Thái Bình Dương. Cũng được sử dụng là tổng hành dinh của quân đội Mỹ trong chiến tranh thế giới lần thứ hai was tòa nhà T & G. Khoảng 1.000.000 lính Mỹ đã hành quân qua nước Úc trong suốt cuộc chiến, bởi lúc đó Úc được coi là vị trí chiến lược trọng điểm của khu vực Tây Nam Thái Bình Dương.
Brisbane tổ chức thành công Commonwealth Games 1982, và Hội chợ thế giới 1988. Những sự kiện này kéo theo rất nhiều chi phí tổ chức, xây dựng, và phát triển chưa từng có ở bang Queensland.
Trong thiên niên kỉ mới, Brisbane là một trong những thành phố phát triển nhanh nhất Úc, với một số lượng lớn người di cư đến từ các tiểu bang và vùng lãnh thổ khác trên toàn nước Úc.

## Địa lí

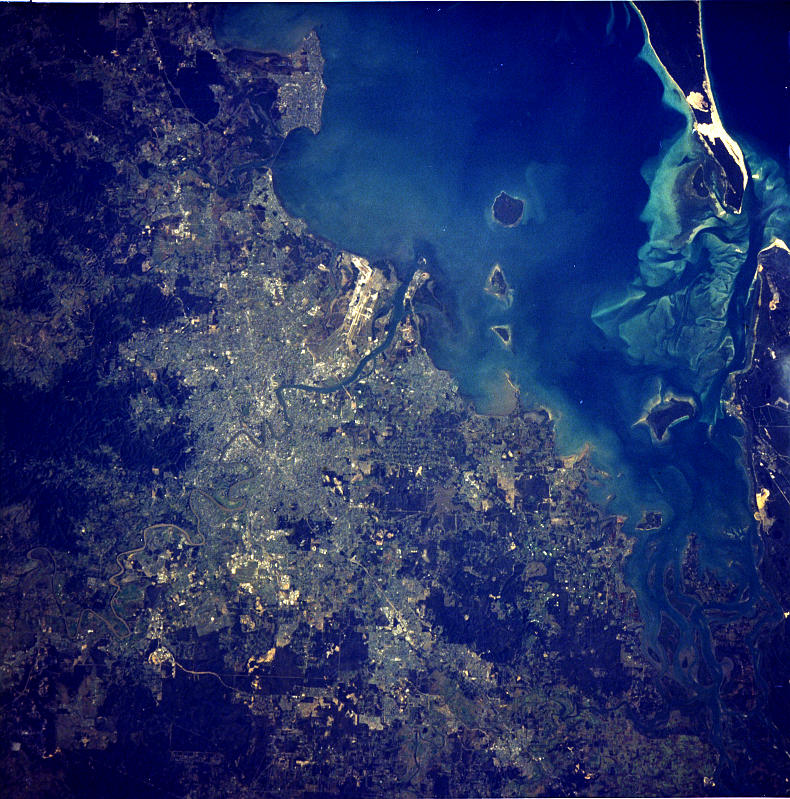
Brisbane nhìn từ vệ tinh

Brisbane nằm ở góc đông nam của Queensland. Thành phố nằm ở trung tâm dọc theo sông Brisbane, và các vùng ngoại ô phía đông của nó dọc theo bờ vịnh Moreton. Vùng đô thị Brisbane nằm ở vùng đồng bằng ven biển phía đông của dãy núi Great Dividing. Khu vực đô thị của Brisbane trải dài dọc theo vùng đồng bằng ngập lụt Moreton Bay từ Caboolture ở phía bắc đến Beenleigh ở phía nam, và băng qua Ipswich ở phía tây nam.
Thành phố Brisbane có nhiều đồi núi. Khu vực đô thị, bao gồm khu thương mại trung tâm, được nâng cao một phần bởi các dãy núi Herbert Taylor, như đỉnh núi Coot-tha, lên tới 300 m (980 ft) và Đồi Enoggera nhỏ hơn. Những điểm nổi bật khác ở Brisbane là Núi Gravatt và Núi Toohey gần đó. Núi Petrie ở độ cao 170 m (560 ft) và các đỉnh thấp hơn của Đồi Highgate, Núi Ommaney, Núi Stephens và Đồi Whites rải rác khắp thành phố. Ngoài ra, ở phía tây là Núi Glorious cao hơn (680 m) và Núi Nebo (550 m).
Thành phố nằm trên vùng đồng bằng ngập nước thấp. Nhiều con lạch ngoại ô bắc qua thành phố, làm tăng nguy cơ ngập lụt. Thành phố đã trải qua ba trận lụt lớn kể từ khi trở thành khu thuộc địa, vào tháng 2 năm 1893, tháng 1 năm 1974 và tháng 1 năm 2011. Trận lụt Brisbane năm 1974 xảy ra một phần là kết quả của "Cơn bão Wanda". Mưa lớn đã giảm liên tục trong ba tuần trước khi lũ lụt cuối tuần của Ngày Quốc khánh Úc (26–27 tháng 1 năm 1974). Lũ lụt đã phá hủy nhiều nơi trong thành phố, đặc biệt là các vùng ngoại ô Oxley, Bulimba, Rocklea, Coorparoo, Toowong và New Farm. Vườn bách thảo thành phố bị ngập nước, dẫn đến một khu cư ngụ mới của rừng ngập mặn hình thành trong quận Reach của sông Brisbane.

### Khí hậu

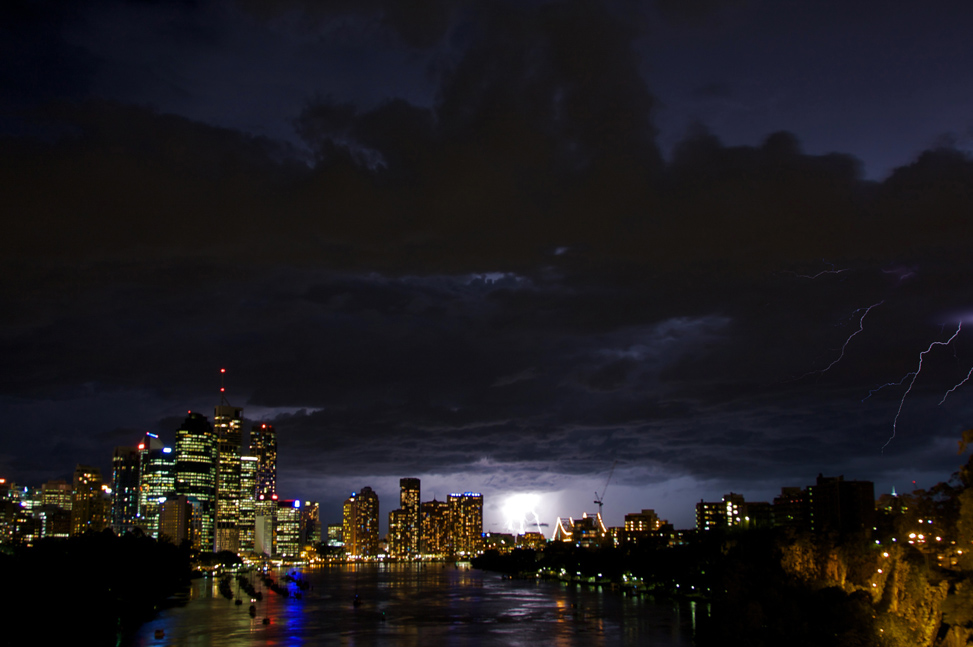
Một cơn bão kèm sấm chớp ở quận trung tâm thành phố

Brisbane có khí hậu cận nhiệt đới ẩm (phân loại khí hậu Köppen: Cfa) với mùa hè nóng và ẩm ướt cùng mùa đông khô và ấm áp. Brisbane có mức nhiệt độ tối thiểu trung bình hàng năm là 16,6 °C (62 °F) và tối đa là 26,6 °C (80 °F), trở thành thành phố nóng thứ hai của Úc sau Darwin. Tính mùa vụ không được rõ ràng và nhiệt độ tối đa trung bình trên 26 °C (79 °F) kéo dài từ tháng 9 đến tháng 4.
Do gần với Biển San hô và dòng biển nóng, sự thay đổi nhiệt độ tổng thể của Brisbane phần nào ít hơn so với hầu hết các nôi khác của Úc. Mùa hè dài, nóng và ẩm ướt, nhưng nhiệt độ chỉ thỉnh thoảng đạt đến 35 °C (95 °F) hoặc hơn. 80% số ngày mùa hè ghi lại nhiệt độ tối đa từ 27 đến 33 °C (81 đến 91 °F). Khí hậu mùa đông ngắn và ấm áp, với mức tối đa trung bình khoảng 22 °C (72 °F); nhiệt độ tối đa dưới 20 °C (68 °F) là rất hiếm. Brisbane chưa bao giờ được ghi lại nhiệt độ tối thiểu dưới 0 (với một ngoại lệ), và mức tối thiểu thường ấm đến quanh năm, trung bình khoảng 21 °C (70 °F) vào mùa hè và 11 °C (52 °F) vào mùa đông.
Từ tháng 11 đến tháng 3, giông bão phổ biến ở Brisbane, với những thiên tai trầm trọng hơn kèm theo mưa đá lớn tàn phá, mưa xối xả và gió mạnh. Trên cơ sở hàng năm, Brisbane trung bình có 124 ngày không có bão. Điểm sương trong mùa hè trung bình vào khoảng 20 °C (68 °F); nhiệt độ biểu kiến vượt quá 30 °C (86 °F) trong hầu hết các ngày hè.
Nhiệt độ ghi nhận cao nhất của thành phố là 43,2 °C (109,8 °F) năm 1940 vào ngày quốc khánh của Úc tại Văn phòng khu vực Brisbane, với nhiệt độ cao nhất ở trạm này trong thời gian gần đây là 41,7 °C (107,1 °F) ngày 22 tháng 2 năm 2004; nhưng nhiệt độ trên 38 °C (100 °F) là không phổ biến. Vào ngày 19 tháng 7 năm 2007, nhiệt độ của Brisbane giảm xuống dưới điểm đóng băng lần đầu tiên kể từ khi hồ sơ bắt đầu, được đo là − 0,1 °C (31,8 °F) tại nhà ga sân bay. Trạm thành phố chưa bao giờ giảm xuống dưới 2 °C (36 °F), với đêm lạnh nhất trung bình trong mùa đông ở khoảng 6 °C (43 °F), tuy nhiên các địa điểm trực tiếp phía tây Brisbane như Ipswich đã giảm xuống thấp −5 °C (23 °F) với sương giá rất nhiều. Trong năm 2009, trạm thời tiết Brisbane hiện tại ghi lại ngày mùa đông nóng nhất của nó là 35,4 °C (95,7 °F) vào ngày 24 tháng 8, tuy nhiên, vào ngày áp chót của mùa đông, trạm văn phòng khu vực Brisbane ghi lại nhiệt độ 38,3 °C (100,9 °F) vào ngày 22 tháng 9 năm 1943. Tuy nhiên, trung bình tháng 7 là khoảng 22 °C (72 °F) với bầu trời đầy nắng và độ ẩm thấp, đôi khi cao tới 27 °C (81 °F), trong khi nhiệt độ tối đa dưới 18 °C (64 °F) là không phổ biến và thường được kết hợp với thời gian ngắn của mây và mưa mùa đông. Nhiệt độ tối thiểu cao nhất từng được ghi nhận ở Brisbane là 28,0 °C (82,4 °F) vào ngày 29 tháng 1 năm 1940 và một lần nữa vào ngày 21 tháng 1 năm 2017, trong khi nhiệt độ tối đa thấp nhất là 10,2 °C (50,4 °F) vào ngày 12 tháng 8 năm 1954.
Ngày ẩm ướt nhất của Brisbane xảy ra vào ngày 21 tháng 1 năm 1887, khi lượng mưa rơi xuống thành phố là 465 mm (18,3 inch), lượng mưa tối đa hàng ngày cao nhất của các thành phố thủ phủ của Úc. Tháng ẩm ướt nhất trong lịch sử là tháng 2 năm 1893, khi lượng mưa rơi xuống là 1,025,9 mm (40,39 in), mặc dù trong 30 năm qua, lượng mưa hàng tháng kỷ lục thấp hơn nhiều so với tháng 9 năm 2010 là 479,8 mm (18,89 in). Rất thường xuyên cả tháng trôi qua mà không có lượng mưa ghi lại, lần cuối cùng điều này xảy ra là tháng 8 năm 1991.
Từ năm 2001 đến năm 2010, Brisbane và các vùng ôn đới xung quanh đã trải qua đợt hạn hán nghiêm trọng nhất trong hơn một thế kỷ, với mức đập giảm xuống còn 16,9% công suất vào ngày 10 tháng 8 năm 2007. Cư dân được luật pháp địa phương bắt buộc phải tuân thủ các hạn chế về nước cấp 6 làm vườn và sử dụng nước ngoài trời khác. Lượng nước sử dụng bình quân đầu người dưới 140 lít / ngày, tạo cho Brisbane một trong những cách sử dụng nước đầu người thấp nhất của bất kỳ thành phố phát triển nào trên thế giới. Vào ngày 9 tháng 1 năm 2011, một đỉnh phía bắc thấp phía bắc Brisbane và giảm lượng mưa trên bờ biển phía đông nam đã bão hòa của Queensland, gây ra lũ lụt nghiêm trọng và thiệt hại ở Brisbane và khu vực xung quanh; leo lên đến hơn 98% công suất tối đa và phá vỡ hạn hán. Hạn chế về nước đã được thay thế bằng các biện pháp bảo tồn nước với mục tiêu 200 lít / ngày / người, nhưng tiêu thụ hiếm khi vượt quá 160 lít. Vào tháng 11 năm 2011, Brisbane đã thấy 22 ngày không có lượng mưa ghi nhận, đó là sự bắt đầu khô nhất vào tháng 11 kể từ năm 1919.
Brisbane cũng nằm trong khu vực nguy cơ thường xuyên xảy ra lốc xoáy nhiệt đới, mặc dù lốc xoáy rất hiếm. Cơn lốc xoáy cuối cùng ảnh hưởng đến Brisbane là cơn lốc xoáy nhiệt đới nghiêm trọng Debbie vào tháng 3 năm 2017. Thành phố này dễ bị sấm sét nghiêm trọng trong những tháng mùa xuân và mùa hè; vào ngày 16 tháng 11 năm 2008, một cơn bão dữ dội đã gây ra những thiệt hại to lớn ở ngoại ô, đáng chú ý nhất là The Gap. Mái nhà bị rách nát và hàng trăm cây bị đổ. Gần đây hơn, vào ngày 27 tháng 11 năm 2014, một cơn bão rất mạnh đã ảnh hưởng trực tiếp đến trung tâm thành phố. Được mô tả là "cơn bão tồi tệ nhất trong một thập kỷ," mưa đá rất lớn, với kích thước của quả bóng cricket, đập vỡ cửa sổ nhà chọc trời trong khi một cơn lũ quét xuyên qua khu trung tâm. Những cơn gió mạnh 141 km/h (88 dặm một giờ) đã được ghi nhận ở một số vùng ngoại ô, nhiều ngôi nhà bị hư hại nghiêm trọng, xe ô tô bị phá hủy và máy bay bị lật tại các sân bay Brisbane và Archerfield. Các trận bão bụi tại Brisbane rất hiếm; ngày 23 tháng 9 năm 2009, tuy nhiên, một cơn bão bụi trầm trọng bao phủ Brisbane, cũng như các nơi khác ở miền đông nước Úc.
Nhiệt độ trung bình hàng năm của biển từ 21,0 °C (69,8 °F) trong tháng Bảy đến 27,0 °C (80,6 °F) trong tháng Hai.
| Dữ liệu khí hậu của Brisbane (1840–1994) | Dữ liệu khí hậu của Brisbane (1840–1994) | Dữ liệu khí hậu của Brisbane (1840–1994) | Dữ liệu khí hậu của Brisbane (1840–1994) | Dữ liệu khí hậu của Brisbane (1840–1994) | Dữ liệu khí hậu của Brisbane (1840–1994) | Dữ liệu khí hậu của Brisbane (1840–1994) | Dữ liệu khí hậu của Brisbane (1840–1994) | Dữ liệu khí hậu của Brisbane (1840–1994) | Dữ liệu khí hậu của Brisbane (1840–1994) | Dữ liệu khí hậu của Brisbane (1840–1994) | Dữ liệu khí hậu của Brisbane (1840–1994) | Dữ liệu khí hậu của Brisbane (1840–1994) | Dữ liệu khí hậu của Brisbane (1840–1994) |
| Tháng                                    | 1                                        | 2                                        | 3                                        | 4                                        | 5                                        | 6                                        | 7                                        | 8                                        | 9                                        | 10                                       | 11                                       | 12                                       | Năm                                      |
| ---------------------------------------- | ---------------------------------------- | ---------------------------------------- | ---------------------------------------- | ---------------------------------------- | ---------------------------------------- | ---------------------------------------- | ---------------------------------------- | ---------------------------------------- | ---------------------------------------- | ---------------------------------------- | ---------------------------------------- | ---------------------------------------- | ---------------------------------------- |
| Cao kỉ lục °C (°F)                       | 43.2 (109.8)                             | 40.9 (105.6)                             | 38.8 (101.8)                             | 36.1 (97.0)                              | 32.4 (90.3)                              | 31.6 (88.9)                              | 29.1 (84.4)                              | 32.8 (91.0)                              | 38.3 (100.9)                             | 40.7 (105.3)                             | 41.2 (106.2)                             | 41.2 (106.2)                             | 43.2 (109.8)                             |
| Trung bình ngày tối đa °C (°F)           | 29.4 (84.9)                              | 29.0 (84.2)                              | 28.0 (82.4)                              | 26.1 (79.0)                              | 23.2 (73.8)                              | 20.9 (69.6)                              | 20.4 (68.7)                              | 21.8 (71.2)                              | 24.0 (75.2)                              | 26.1 (79.0)                              | 27.8 (82.0)                              | 29.1 (84.4)                              | 25.5 (77.9)                              |
| Tối thiểu trung bình ngày °C (°F)        | 20.7 (69.3)                              | 20.6 (69.1)                              | 19.4 (66.9)                              | 16.6 (61.9)                              | 13.3 (55.9)                              | 10.9 (51.6)                              | 9.5 (49.1)                               | 10.3 (50.5)                              | 12.9 (55.2)                              | 15.8 (60.4)                              | 18.1 (64.6)                              | 19.8 (67.6)                              | 15.7 (60.3)                              |
| Thấp kỉ lục °C (°F)                      | 14.9 (58.8)                              | 14.7 (58.5)                              | 11.3 (52.3)                              | 6.9 (44.4)                               | 4.8 (40.6)                               | 2.4 (36.3)                               | 2.3 (36.1)                               | 2.7 (36.9)                               | 4.8 (40.6)                               | 6.3 (43.3)                               | 9.2 (48.6)                               | 13.5 (56.3)                              | 2.3 (36.1)                               |
| Lượng mưa trung bình mm (inches)         | 159.6 (6.28)                             | 158.3 (6.23)                             | 140.7 (5.54)                             | 92.5 (3.64)                              | 73.7 (2.90)                              | 67.8 (2.67)                              | 56.5 (2.22)                              | 45.9 (1.81)                              | 45.7 (1.80)                              | 75.4 (2.97)                              | 97.0 (3.82)                              | 133.3 (5.25)                             | 1.149,1 (45.24)                          |
| Số ngày mưa trung bình                   | 12.9                                     | 13.2                                     | 14.3                                     | 11.1                                     | 9.6                                      | 7.9                                      | 7.2                                      | 6.7                                      | 7.3                                      | 9.2                                      | 9.8                                      | 11.4                                     | 120.6                                    |
| Số giờ nắng trung bình tháng             | 229.4                                    | 186.5                                    | 201.5                                    | 216.0                                    | 213.9                                    | 204.0                                    | 229.4                                    | 244.9                                    | 246.0                                    | 248.0                                    | 252.0                                    | 251.1                                    | 2.722,7                                  |
| Số giờ nắng trung bình ngày              | 7.4                                      | 6.6                                      | 6.5                                      | 7.2                                      | 6.9                                      | 6.8                                      | 7.4                                      | 7.9                                      | 8.2                                      | 8.0                                      | 8.4                                      | 8.1                                      | 7.4                                      |
| Nguồn: Bureau of Meteorology             |                                          |                                          |                                          |                                          |                                          |                                          |                                          |                                          |                                          |                                          |                                          |                                          |                                          |

| Dữ liệu khí hậu của Sân bay Brisbane (1992–2014) | Dữ liệu khí hậu của Sân bay Brisbane (1992–2014) | Dữ liệu khí hậu của Sân bay Brisbane (1992–2014) | Dữ liệu khí hậu của Sân bay Brisbane (1992–2014) | Dữ liệu khí hậu của Sân bay Brisbane (1992–2014) | Dữ liệu khí hậu của Sân bay Brisbane (1992–2014) | Dữ liệu khí hậu của Sân bay Brisbane (1992–2014) | Dữ liệu khí hậu của Sân bay Brisbane (1992–2014) | Dữ liệu khí hậu của Sân bay Brisbane (1992–2014) | Dữ liệu khí hậu của Sân bay Brisbane (1992–2014) | Dữ liệu khí hậu của Sân bay Brisbane (1992–2014) | Dữ liệu khí hậu của Sân bay Brisbane (1992–2014) | Dữ liệu khí hậu của Sân bay Brisbane (1992–2014) | Dữ liệu khí hậu của Sân bay Brisbane (1992–2014) |
| Tháng                                            | 1                                                | 2                                                | 3                                                | 4                                                | 5                                                | 6                                                | 7                                                | 8                                                | 9                                                | 10                                               | 11                                               | 12                                               | Năm                                              |
| ------------------------------------------------ | ------------------------------------------------ | ------------------------------------------------ | ------------------------------------------------ | ------------------------------------------------ | ------------------------------------------------ | ------------------------------------------------ | ------------------------------------------------ | ------------------------------------------------ | ------------------------------------------------ | ------------------------------------------------ | ------------------------------------------------ | ------------------------------------------------ | ------------------------------------------------ |
| Cao kỉ lục °C (°F)                               | 37.4 (99.3)                                      | 40.2 (104.4)                                     | 34.2 (93.6)                                      | 32.2 (90.0)                                      | 30.6 (87.1)                                      | 27.9 (82.2)                                      | 27.6 (81.7)                                      | 33.7 (92.7)                                      | 33.4 (92.1)                                      | 36.7 (98.1)                                      | 37.9 (100.2)                                     | 36.5 (97.7)                                      | 40.2 (104.4)                                     |
| Trung bình ngày tối đa °C (°F)                   | 29.0 (84.2)                                      | 29.0 (84.2)                                      | 27.9 (82.2)                                      | 26.0 (78.8)                                      | 23.5 (74.3)                                      | 21.2 (70.2)                                      | 20.9 (69.6)                                      | 21.8 (71.2)                                      | 24.2 (75.6)                                      | 25.5 (77.9)                                      | 26.8 (80.2)                                      | 28.1 (82.6)                                      | 25.3 (77.5)                                      |
| Tối thiểu trung bình ngày °C (°F)                | 21.2 (70.2)                                      | 21.1 (70.0)                                      | 19.5 (67.1)                                      | 16.4 (61.5)                                      | 12.8 (55.0)                                      | 10.6 (51.1)                                      | 9.0 (48.2)                                       | 9.7 (49.5)                                       | 12.8 (55.0)                                      | 15.7 (60.3)                                      | 18.3 (64.9)                                      | 20.0 (68.0)                                      | 15.6 (60.1)                                      |
| Thấp kỉ lục °C (°F)                              | 15.8 (60.4)                                      | 14.6 (58.3)                                      | 10.6 (51.1)                                      | 5.6 (42.1)                                       | 3.0 (37.4)                                       | 2.5 (36.5)                                       | −0.1 (31.8)                                      | 1.9 (35.4)                                       | 3.7 (38.7)                                       | 7.2 (45.0)                                       | 8.3 (46.9)                                       | 13.4 (56.1)                                      | −0.1 (31.8)                                      |
| Lượng mưa trung bình mm (inches)                 | 139.3 (5.48)                                     | 119.8 (4.72)                                     | 99.7 (3.93)                                      | 75.6 (2.98)                                      | 103.4 (4.07)                                     | 66.2 (2.61)                                      | 30.2 (1.19)                                      | 41.3 (1.63)                                      | 32.2 (1.27)                                      | 72.1 (2.84)                                      | 95.7 (3.77)                                      | 131.1 (5.16)                                     | 994.1 (39.14)                                    |
| Số ngày mưa trung bình                           | 12.5                                             | 12.5                                             | 13.1                                             | 10.9                                             | 10.1                                             | 8.7                                              | 7.0                                              | 5.2                                              | 5.9                                              | 8.2                                              | 11.0                                             | 11.8                                             | 116.9                                            |
| Số giờ nắng trung bình tháng                     | 263.5                                            | 223.2                                            | 232.5                                            | 234.0                                            | 235.6                                            | 198.0                                            | 238.7                                            | 266.6                                            | 270.0                                            | 275.9                                            | 270.0                                            | 260.4                                            | 2.968,4                                          |
| Số giờ nắng trung bình ngày                      | 8.5                                              | 7.9                                              | 7.5                                              | 7.8                                              | 7.6                                              | 6.6                                              | 7.7                                              | 8.6                                              | 9.0                                              | 8.9                                              | 9.0                                              | 8.4                                              | 8.1                                              |
| Nguồn: Bureau of Meteorology                     |                                                  |                                                  |                                                  |                                                  |                                                  |                                                  |                                                  |                                                  |                                                  |                                                  |                                                  |                                                  |                                                  |

## Quản trị
Không giống như các thành phố thủ phủ khác của Úc, một phần lớn khu vực đô thị lớn hơn, hoặc Khu vực thống kê thành phố Greater Capital (GCCSA) của Brisbane được kiểm soát bởi một khu vực chính quyền địa phương duy nhất, Thành phố Brisbane. Kể từ khi thành lập Brisbane vào năm 1925, các khu vực đô thị của Brisbane đã mở rộng đáng kể qua các ranh giới của hội đồng. Chính quyền địa phương ở Thành phố Brisbane là khu vực chính quyền địa phương lớn nhất (về dân số và ngân sách) ở Úc, phục vụ hơn 40% dân số của GCCSA. Nó được hình thành bởi sự hợp nhất của hai mươi LGA nhỏ hơn vào năm 1925, và có diện tích 1.367 km2 (528 sq mi).
Phần còn lại của khu vực đô thị rơi vào LGA của Logan City ở phía nam, Moreton Bay Region ở ngoại ô phía bắc, Thành phố Ipswich về phía tây nam, Redland City về phía đông nam trên vịnh, với một dải nhỏ đến xa về phía tây trong Vùng Rim Scenic.

## Kinh tế

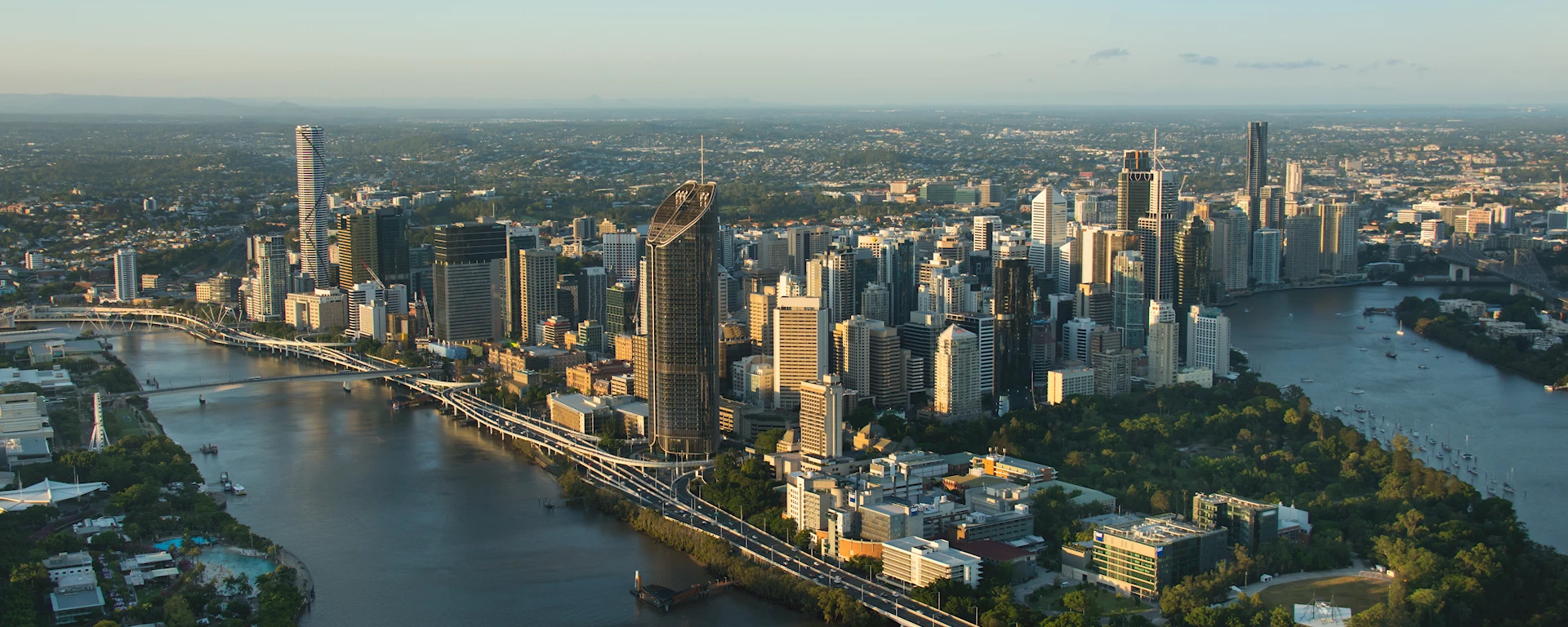
Brisbane CBD nhìn từ trên cao

Các ngành công nghiệp chính bao gồm công nghệ thông tin, dịch vụ tài chính, giáo dục đại học và quản trị khu vực công nói chung tập trung trong và xung quanh khu kinh doanh trung tâm và các khu vực văn phòng mới được thành lập ở ngoại thành. Các ngành công nghiệp blue-collar, bao gồm tinh chế dầu khí, bốc xếp, phay giấy, gia công kim loại và hội thảo đường sắt QR, có xu hướng nằm ở hạ lưu của sông Brisbane và trong các khu công nghiệp mới trên rìa đô thị. Du lịch là một phần quan trọng của nền kinh tế Brisbane, cả về quyền riêng của nó và là cửa ngõ vào các khu vực khác của Queensland.
Kể từ cuối những năm 1990 và đầu những năm 2000, Chính phủ bang Queensland đã phát triển các ngành công nghệ và khoa học ở Queensland nói chung, và Brisbane nói riêng, như là một phần của sáng kiến "Nhà nước thông minh". Chính phủ đã đầu tư vào một số công nghệ sinh học và các cơ sở nghiên cứu tại một số trường đại học ở Brisbane. Viện Sinh học phân tử tại Đại học Queensland (UQ) Cơ sở Saint Lucia là một sáng kiến lớn của CSIRO và chính phủ bang Queensland về nghiên cứu và đổi mới hiện đang được mô phỏng tại Đại học Công nghệ Queensland (QUT) Campus tại Kelvin Grove với cơ sở của Viện Y tế và Đổi mới Y sinh (IHBI). 

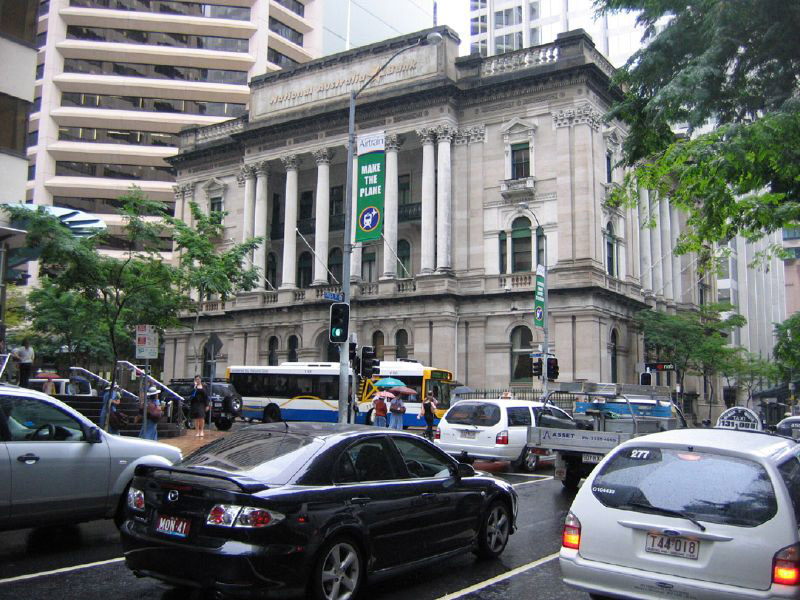
Ngân hàng Quốc gia Úc nằm trên đường Queen

Brisbane là một trong những trung tâm kinh doanh chính ở Úc. Hầu hết các công ty lớn của Úc, cũng như nhiều công ty quốc tế, có văn phòng liên lạc tại Brisbane, trong khi nhiều doanh nghiệp điện tử có các trung tâm phân phối trong và xung quanh thành phố. Kho lưu trữ phân phối khu vực châu Đại Dương của DHL Global nằm ở Brisbane, cũng như trụ sở của Châu Á Thái Bình Dương. Trang chủ phát triển các công ty lớn bao gồm Suncorp-Metway Limited, Trung tâm bay, Sunsuper, Orrcon, Credit Union Úc, Boeing Úc, Donut King, Wotif.com, WebCentral, mạng PIPE, Krome Studios, Mincom Limited, TechnologyOne, Thiess Pty Ltd và Virgin Australia. Brisbane có thu nhập hộ gia đình trung bình cao thứ tư của các thành phố thủ phủ của Úc với 57.772 AUD.

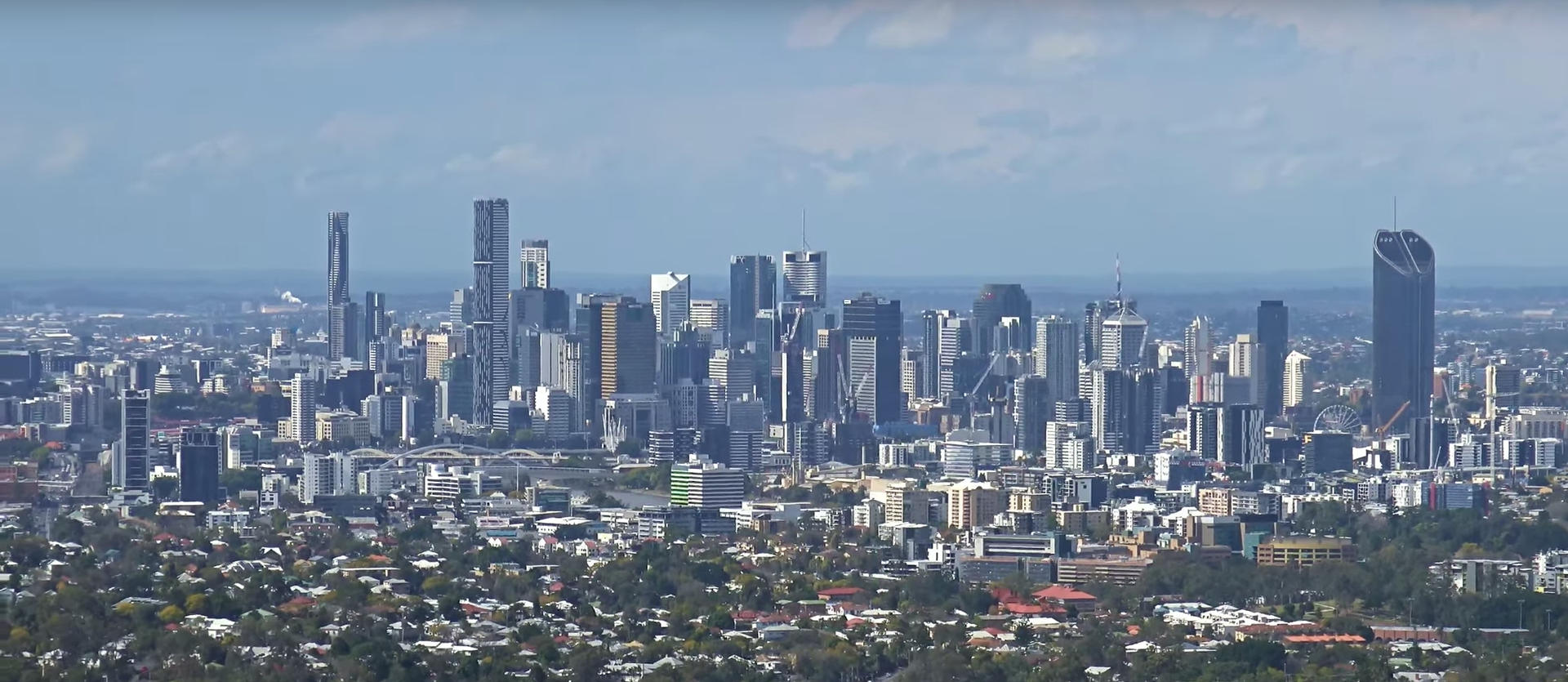
Toàn cảnh Brisbane nhìn từ núi Coot-tha, 2017

### Cảng Brisbane
Cảng Brisbane nằm ở phía dưới của sông Brisbane và trên đảo của ngư dân ở cửa sông, và là cảng quan trọng thứ ba ở Úc về giá trị hàng hóa. Vận tải container, đường, ngũ cốc, than đá và chất lỏng số lượng lớn là những mặt hàng xuất khẩu chính. Hầu hết các cơ sở cảng đều dưới ba thập kỷ và một số được xây dựng trên rừng ngập mặn và đất ngập nước khai hoang.
Cảng là một phần của Australia TradeCoast, khu vực phát triển kinh tế phát triển nhanh nhất của đất nước. Về mặt địa lý, Australia TradeCoast chiếm một vùng đất rộng lớn xung quanh sân bay và cảng. Về mặt thương mại, khu vực này đã thu hút sự kết hợp của các công ty từ khắp khu vực Châu Á Thái Bình Dương.

## Nhân khẩu

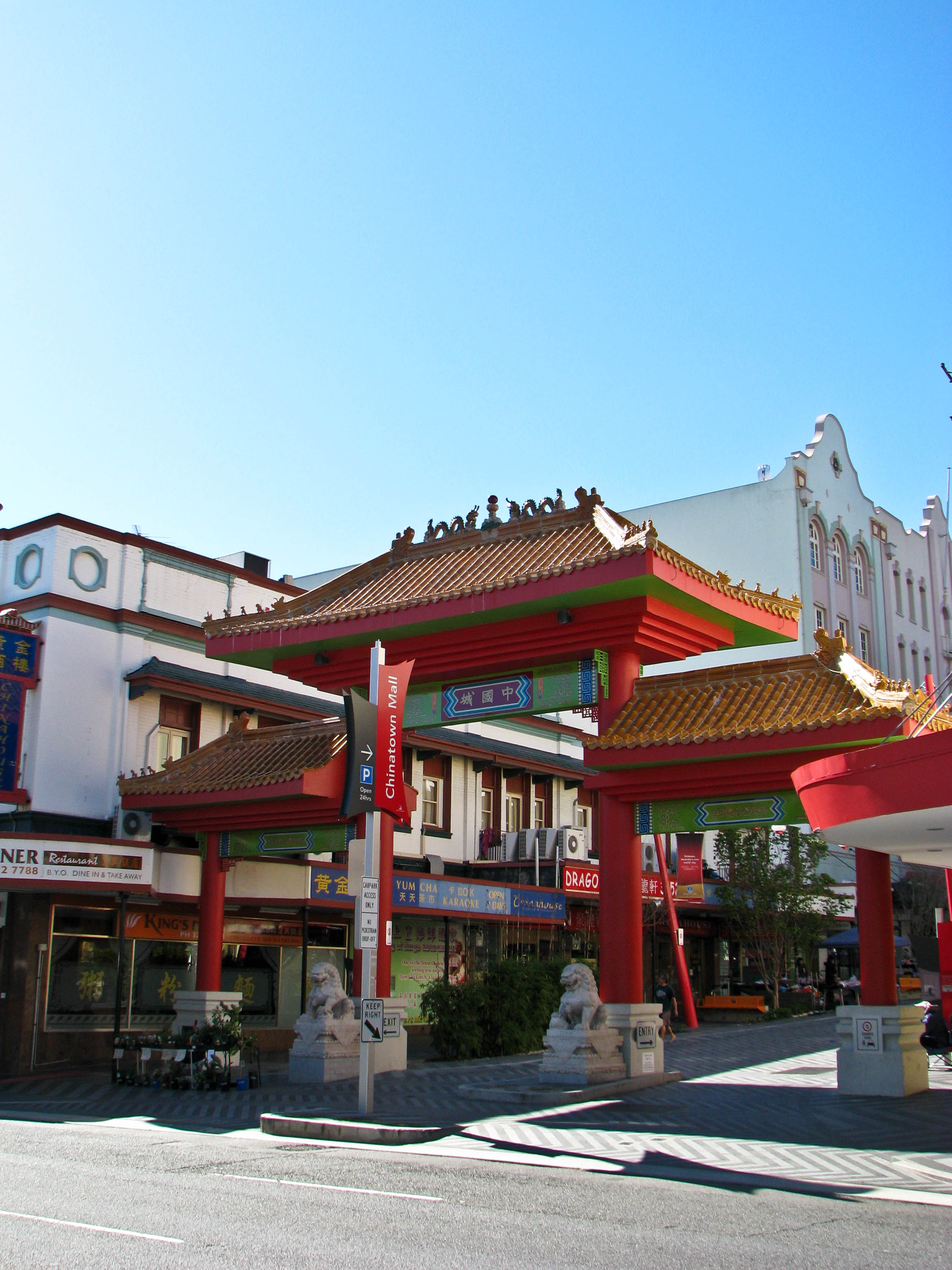
Một khu phố người Hoa ở Brisbane

Khu vực thống kê vùng đô thị Brisbane bao gồm các khu vực chính quyền địa phương của thành phố Brisbane, thành phố Ipswich, khu vực vịnh Moreton, thành phố Logan và thành phố Redland, cũng như một phần của vùng thung lũng Lockyer, khu vực danh lam thắng cảnh và khu vực Somerset, những vùng tạo nên khu vực đô thị. Cục Thống kê Úc ước tính rằng dân số của vùng đô thị Brisbane là 2.408.223 vào tháng 6 năm 2017, trở thành thành phố lớn thứ ba ở Úc.
Cuộc điều tra dân số năm 2016 cho thấy 32,2% cư dân của Brisbane sinh ra ở nước ngoài và 50,9% dân số có ít nhất một phụ huynh sinh ở nước ngoài. Trong số những người sinh ra ở ngoài nước Úc, bốn nước sinh phổ biến nhất là New Zealand, Anh, Trung Quốc đại lục và Ấn Độ. Brisbane có dân số có gốc gác New Zealand và Đài Loan sinh ra tại đây nhiều hơn bất kỳ thành phố nào ở Úc.
Theo điều tra dân số năm 2016, 78% dân cư chỉ nói tiếng Anh tại nhà, với các ngôn ngữ phổ biến nhất là tiếng Quan thoại (2,4%), tiếng Việt (1,0%), tiếng Quảng Đông (0,9%), tiếng Tây Ban Nha (0,7%), tiếng Hindi (0,6%), tiếng Samoa (0,6%), tiếng Hàn Quốc (0,6%) và tiếng Punjab (0,6%).
Tại cuộc điều tra dân số năm 2016, dân số Brisbane có gốc gác tổ tiên được đề cử bởi tỷ lệ lớn nhất là người Anh (39,7%), Úc (34,6%), Ailen (13,2%), Scotland (11%), Đức (6,4%) và Trung Quốc (4.7%). Chỉ có 2,4% dân số được xác định là người Úc bản xứ.
Đến nay, người thiểu số lớn nhất là người Úc gốc Á Châu. Trong nhóm này, dân tộc đơn thân lớn nhất là người Úc gốc Trung Quốc. Các khu vực của Sunnybank, Sunnybank Hills, Stretton, Robertson, Calamvale, Macgregor, Tám vùng đồng bằng Mile, Runcorn và Rochedale là nơi sinh sống của một số lượng lớn người Trung Quốc đại lục, Đài Loan và dân số Hồng Kông ở Brisbane, với người Trung Quốc là tổ tiên được báo cáo phổ biến nhất trong mỗi khu vực này. Một phần đáng kể dân số sinh ra tại Việt Nam của Brisbane cư trú tại các khu vực Inala, Darra và Durack.
Các tôn giáo thường phổ biến nhất là 'Không tôn giáo' (30,6%), Công giáo (21,5%), Anh giáo (13,3%), Hội thánh thống nhất (4,6%), 'Cơ đốc' (3,1%), Trưởng lão và Cải cách (2,6%), Báp-tít (2,2%), Phật giáo (2%), Ngũ Tuần (1,5%), Hồi giáo (1,5%) và Hindu (1,5%).

## Giáo dục

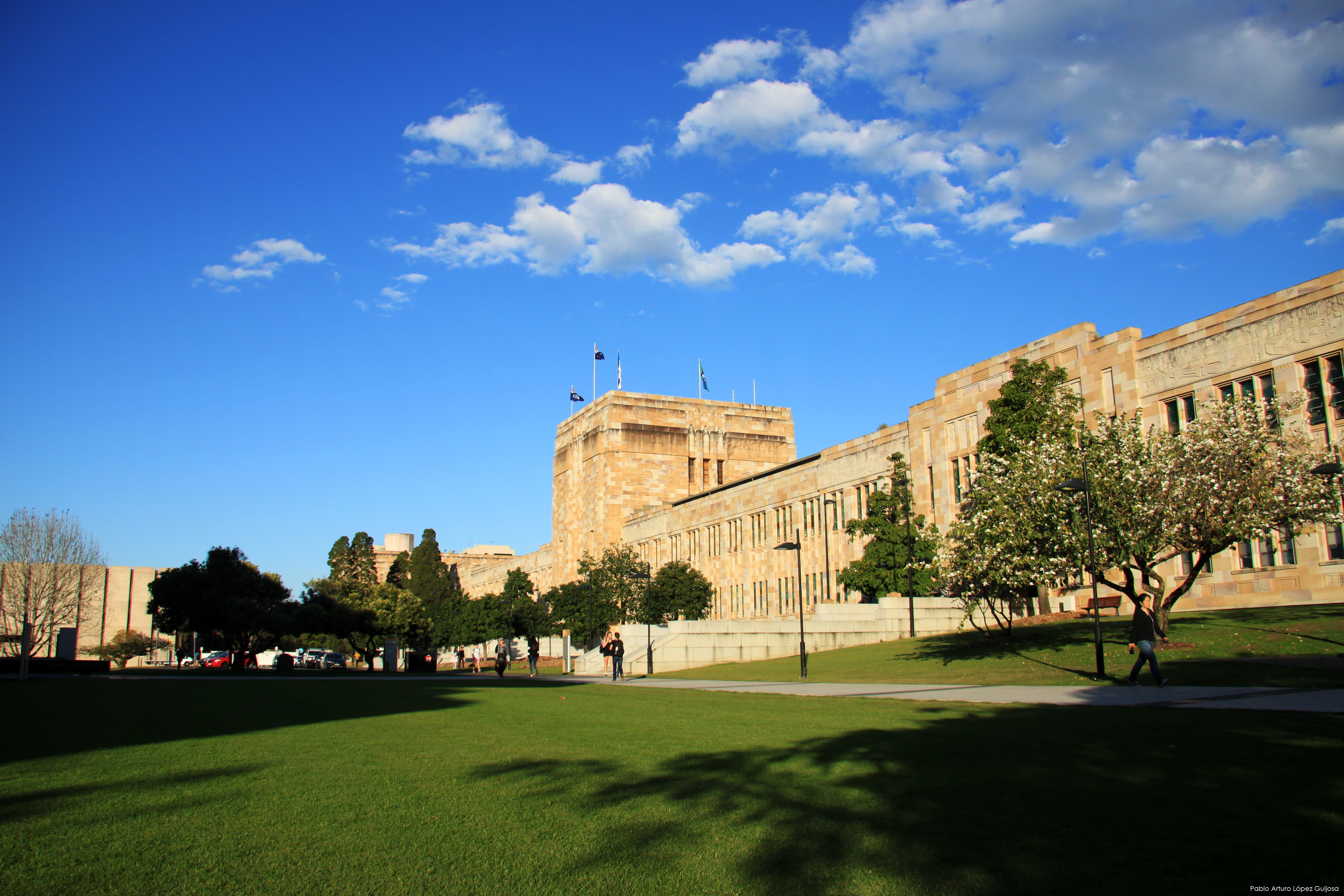
Đại học Queensland

Brisbane có nhiều trường đại học và cao đẳng bao gồm Đại học Queensland (UQ), Đại học Công nghệ Queensland (QUT) và Đại học Griffith, tất cả các trường đại học được xếp hạng cao nhất tại Úc. Các trường đại học khác có cơ sở tại Brisbane bao gồm Đại học Catholic, Đại học Central Queensland, Đại học James Cook, Đại học Nam Queensland và Đại học Sunshine Coast. Brisbane cũng là nơi có Trung tâm Biểu diễn Nghệ thuật Thổ dân.
Có ba trường cao đẳng TAFE chính ở Brisbane; Viện TAFE Bắc Brisbane, Viện TAFE Nam Metropolitan, và Viện TAFE Southbank. [106] Brisbane cũng là nơi có nhiều nhà cung cấp đại học độc lập khác, bao gồm Đại học Y khoa Tự nhiên Úc, Cao đẳng Thần học Queensland, Cao đẳng Thần học Brisbane, QANTM (Viện SAE), Học viện Âm nhạc Jazz, Jschool: Giáo dục & Đào tạo Báo chí, Học viện JMC.
Nhiều trường mẫu giáo, tiểu học và trung học của Brisbane thuộc thẩm quyền của Giáo dục Queensland, một chi nhánh của Chính phủ Queensland. Ngoài ra còn có một số lượng lớn các trường tư thục độc lập (tư nhân), Công giáo La Mã, Lutheran và các trường đạo Thiên chúa khác.

## Văn hóa

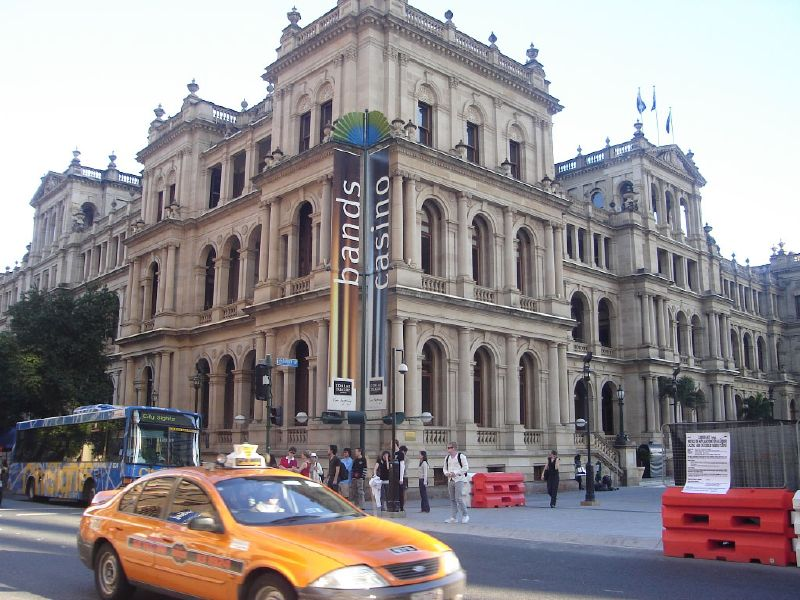
Tổ hợp khách sạn và casino Treasury

Brisbane nổi tiếng với nền văn hóa âm nhạc sống động - cả tân thời và cổ điển.

### Phòng trưng bày nghệ thuật hiện đại Queensland

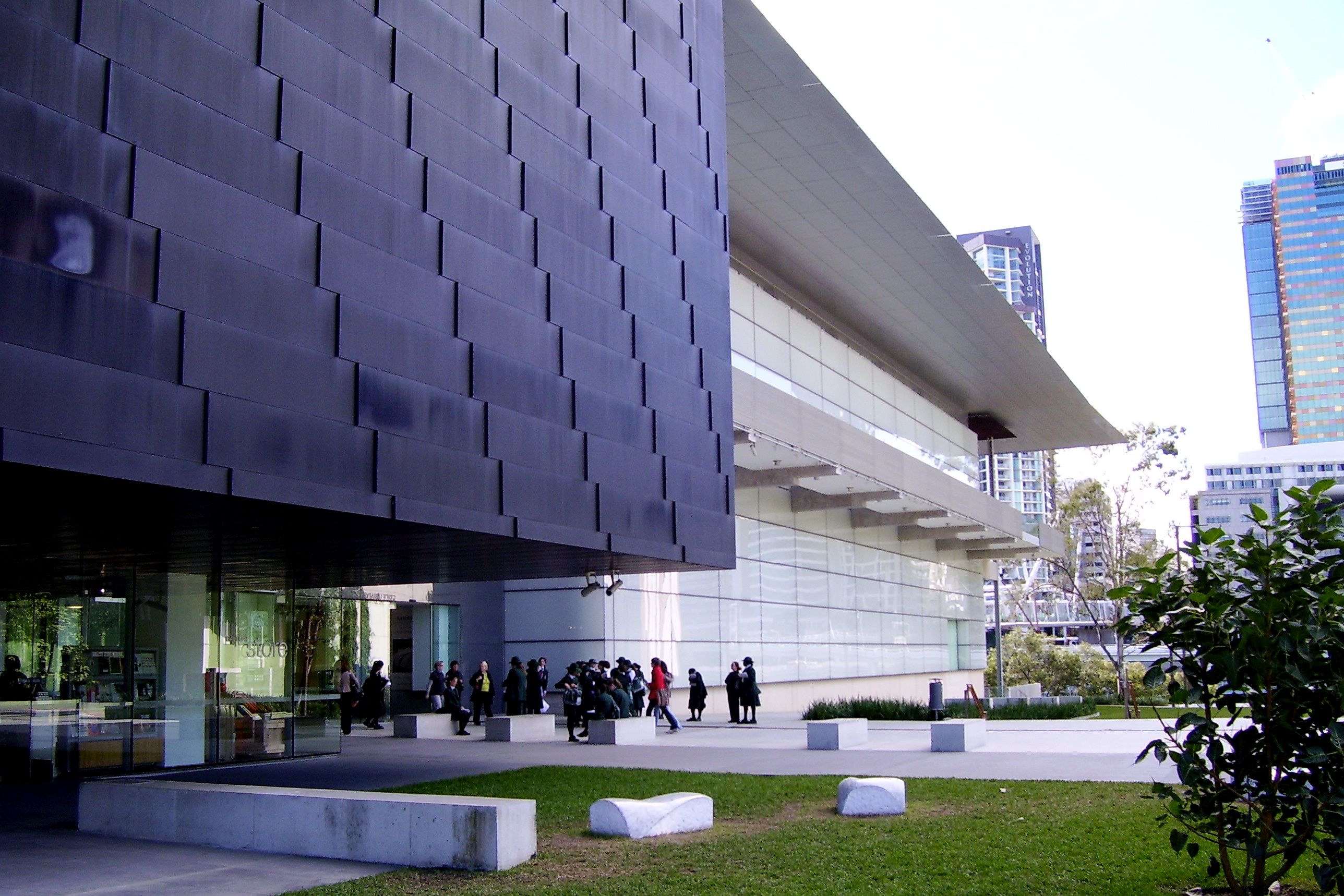
Hướng cửa chính vào phòng trưng bày GOMA

Phòng trưng bày nghệ thuật hiện đại Queensland (GOMA), được khai trương vào tháng 12 năm 2006, là một trong những bổ sung mới nhất cho khu vực South Bank và là một trong những tác phẩm nghệ thuật hiện đại nổi tiếng nhất trong và ngoài nước Úc. GOMA là phòng trưng bày nghệ thuật hiện đại lớn nhất tại Úc. GOMA tổ chức Triennial Châu Á Thái Bình Dương (APT) tập trung vào nghệ thuật đương đại từ châu Á và Thái Bình Dương trong một loạt các phương tiện truyền thông từ hội họa đến video. Ngoài ra, kích thước của nó cho phép bộ sưu tập trưng bày các chương trình đặc biệt lớn - triển lãm Andy Warhol là cuộc khảo sát lớn nhất về công việc của ông ta tại Úc. GOMA cũng tự hào có Cinémathèque có mục đích lớn nhất của Úc. Thư viện Nghệ thuật Hiện đại nằm cạnh Thư viện Tiểu bang Queensland và Phòng trưng bày Nghệ thuật Queensland. Cùng với Bắc Kinh, Berlin, Birmingham và Marseille, Brisbane đã được đề cử là một trong 5 điểm nóng âm nhạc quốc tế hàng đầu của Billboard năm 2007. Ngoài ra còn có các quán rượu và câu lạc bộ giải trí nổi tiếng trong cả thành phố và Fortitude Valley.

### Địa điểm và biểu diễn cổ điển

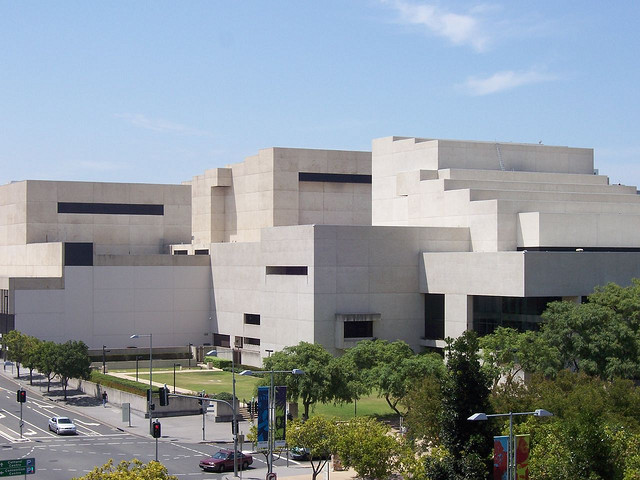
Trung tâm Nghệ thuật Biểu diễn Queensland (QPAC)

Trung tâm Nghệ thuật Biểu diễn Queensland (QPAC), nằm ở South Bank, bao gồm Nhà hát Lyric, Phòng hòa nhạc, Nhà hát Cremorne và Nhà hát Playhouse và là nơi có Nhà hát Queensland Ballet, Nhà hát Opera Queensland, Nhà hát Company Queensland và nhà hát dàn nhạc giao hưởng Queensland. Học viện âm nhạc Queensland, trong đó các công ty chuyên nghiệp và sinh viên học viện cũng biểu diễn sân khấu, nằm trong South Bank Parklands. Nhiều ca đoàn biểu diễn tại thành phố hàng năm. Những dàn hợp xướng này bao gồm Brisbane Chorale, Hợp xướng Queensland, dàn hợp xướng thính phòng Brisbane, dàn hợp xướng Canticum Chamber, dàn hợp xướng Dàn nhạc Brisbane, Chorale Imogen dành cho trẻ em và chương trình giọng hát Birralee Brisbane. Do thiếu địa điểm biểu diễn được xây dựng nhằm mục đích phù hợp cho âm nhạc hợp xướng, những dàn hợp xướng này thường biểu diễn trong nhiều nhà thờ của thành phố.

### Nhà hát

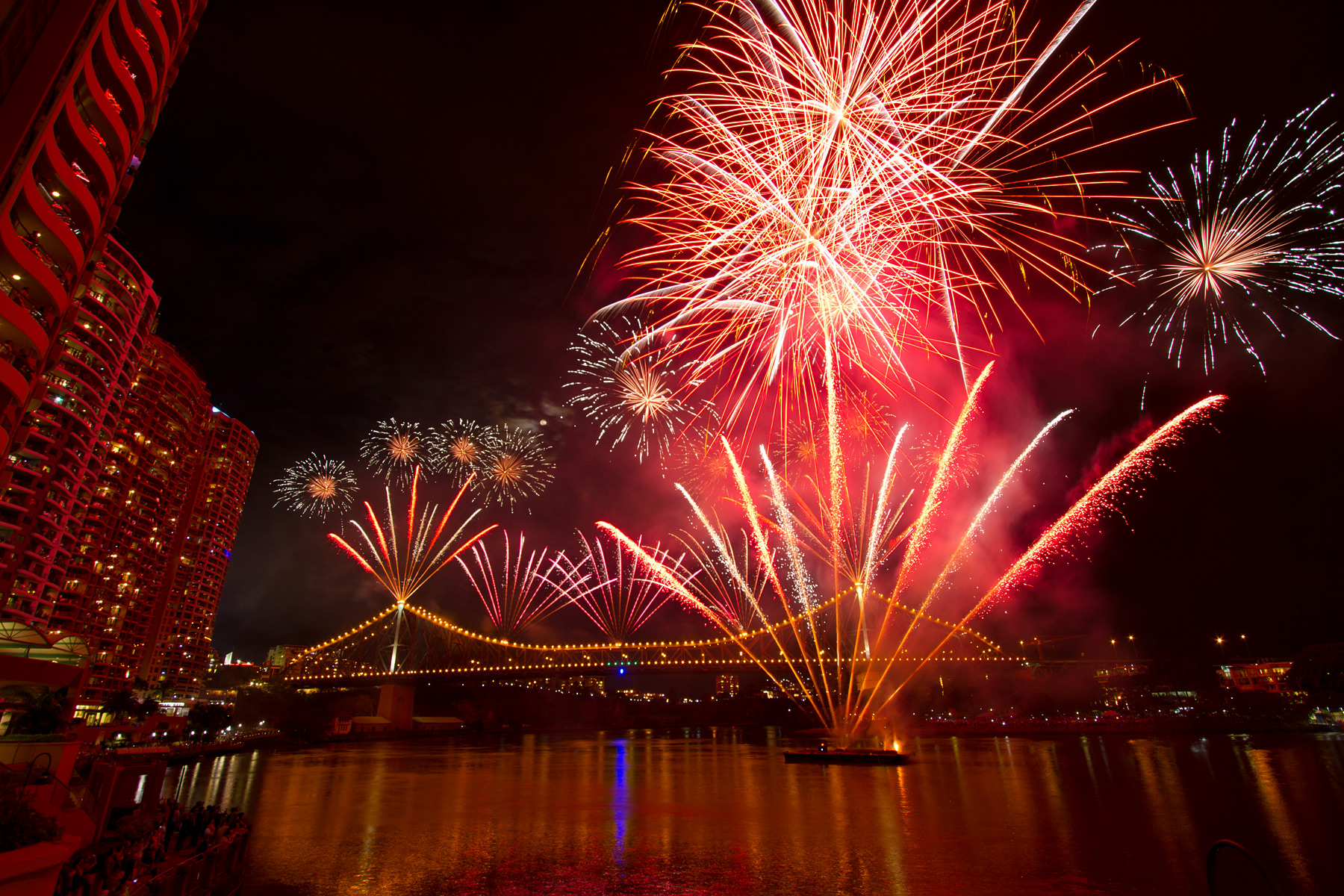
Pháo hoa trong một lễ hội ở Brisbane năm 2012

Ngoài các buổi biểu diễn kịch nghệ và âm nhạc tại QPAC, Brisbane Powerhouse ở New Farm và Judith Wright Center of Contemporary Arts trên Brunswick Street ở Fortitude Valley có các chương trình đa dạng với các triển lãm và lễ hội nghệ thuật thị giác, âm nhạc và khiêu vũ.
Brisbane cũng là nơi có nhiều nhà hát nhỏ cung cấp quyền truy cập vào các nghệ sĩ và công ty nghiệp dư và chuyên nghiệp mới nổi. Lâu đời nhất là Nhà hát Nghệ thuật Brisbane được thành lập vào năm 1936. Nhà hát có khu phục vụ dành cho người lớn và trẻ em thường xuyên và nằm ở Petrie Terrace. Công ty Nhà hát La Boite hiện đang biểu diễn tại Nhà hát Roundhouse tại Kelvin Grove. Các rạp chiếu phim chuyên nghiệp khác trong thành phố bao gồm Nhà hát Đêm Twelfth tại Bowen Hills, Nhà hát Nghệ thuật Metro nằm trên Phố Edward và Nhà hát Bille Brown của Công ty Queensland Theatre ở West End.

### Sự kiện hàng năm

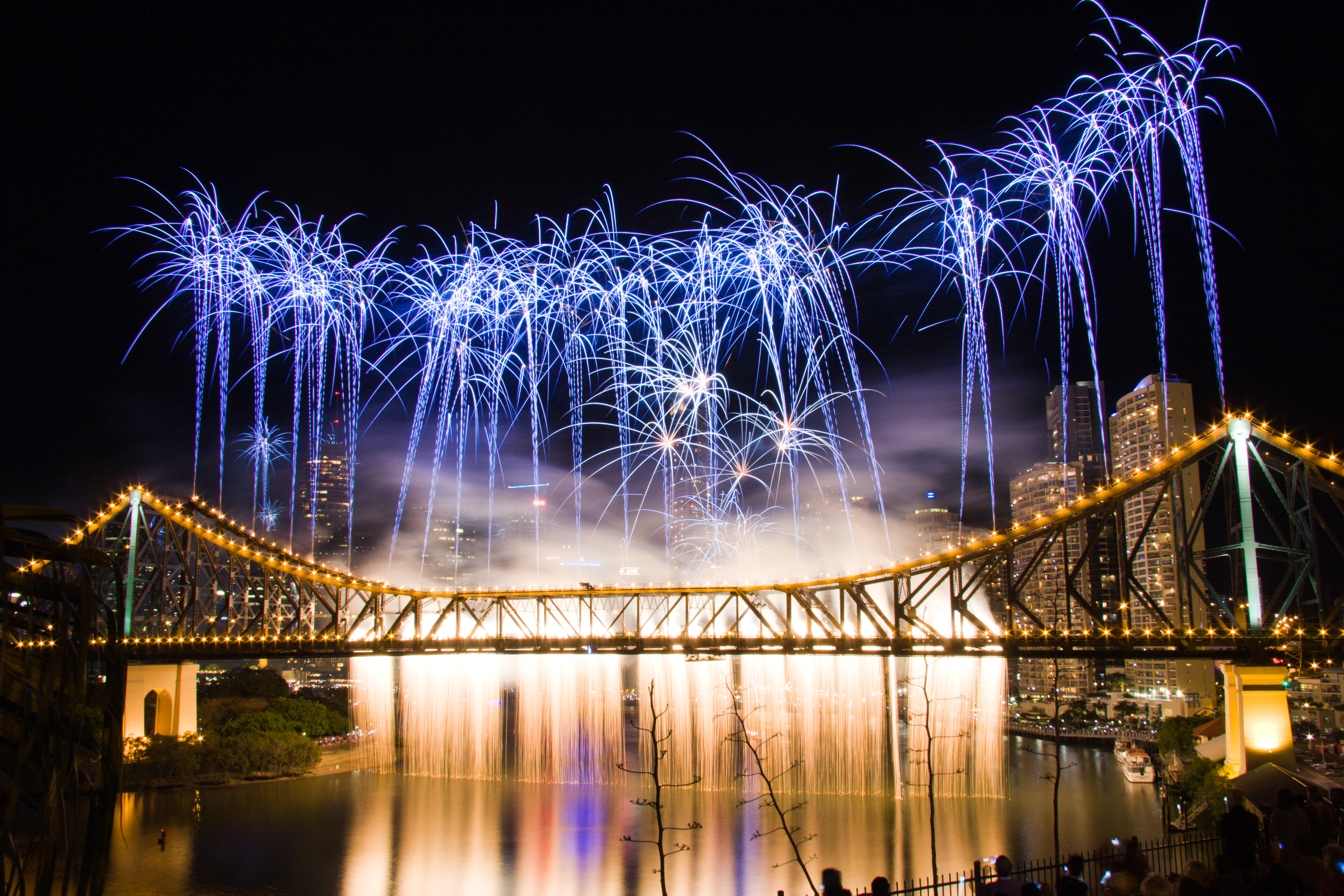
Lễ hội Brisbane trên cầu Story

Các sự kiện văn hóa lớn ở Brisbane bao gồm Ekka (Triển lãm Hoàng gia Queensland), được tổ chức vào tháng 8 và Riverfestival, được tổ chức vào tháng 9 hàng năm tại South Bank Parklands và các khu vực xung quanh. Warana (có nghĩa là Blue Skies) là một lễ hội mùa xuân trước đó bắt đầu vào năm 1961 và được tổ chức vào tháng 9 hàng năm. Tổ chức như một lễ kỷ niệm của Brisbane, Warana cũng tương tự như lễ hội Moomba của Melbourne. Năm 1996, lễ hội hàng năm đã được thay đổi thành một lễ hội Brisbane hai năm một lần. Liên hoan phim quốc tế Brisbane (BIFF) được tổ chức vào tháng 7 / tháng 8 tại nhiều địa điểm khác nhau quanh Brisbane. BIFF giới thiệu các bộ phim mới và sự xem xét của các nhà làm phim trong nước và quốc tế cùng với các cuộc hội thảo và giải thưởng.
Lễ hội Paniyiri tại Musgrave Park (góc của Russell và Edmondstone Streets, South Brisbane) là một lễ hội văn hóa Hy Lạp hàng năm được tổ chức trong hai ngày vào tháng Năm. Trung tâm Fayre và Giải đấu thời Trung cổ của Brisbane được tổ chức vào tháng 6 hàng năm tại Công viên Musgrave. Valley Fiesta là một sự kiện kéo dài ba ngày được tổ chức bởi Phòng Thương mại Valley. Nó được đưa ra bởi Brisbane Marketing vào năm 2002 để quảng bá Fortitude Valley như một trung tâm văn hóa nghệ thuật và thanh thiếu niên. Tại đây có nhạc sống miễn phí, các quầy bán đồ ăn và thức uống từ nhiều nhà hàng và quán cà phê địa phương và các chương trình giải trí khác. Cuộc chạy đua cầu nối đến Brisbane đã trở thành một sự kiện từ thiện hàng năm lớn cho Brisbane. Caxton Street Seafood and Wine Festival được Hiệp hội Phát triển Đường Caxton khởi xướng vào năm 1994 để quảng bá Phố Caxton ở Petrie Terrace lịch sử như một khu giải trí quan trọng tổ chức và quảng bá âm nhạc, hải sản và rượu vang Úc. Tại đây có nhạc sống, đồ ăn và thức uống từ các nhà hàng và quán cà phê trên Phố Caxton cũng như các Triển lãm Nghệ thuật và Lịch sử Nghệ thuật cũng như Cuộc thi Liên hoan nhạc thường niên dành riêng. Lễ hội Ngày sinh Phật hàng năm tại Brisbane South Bank được cho là lớn nhất thế giới, thu hút hơn 200.000 du khách mỗi năm.

## Thể thao

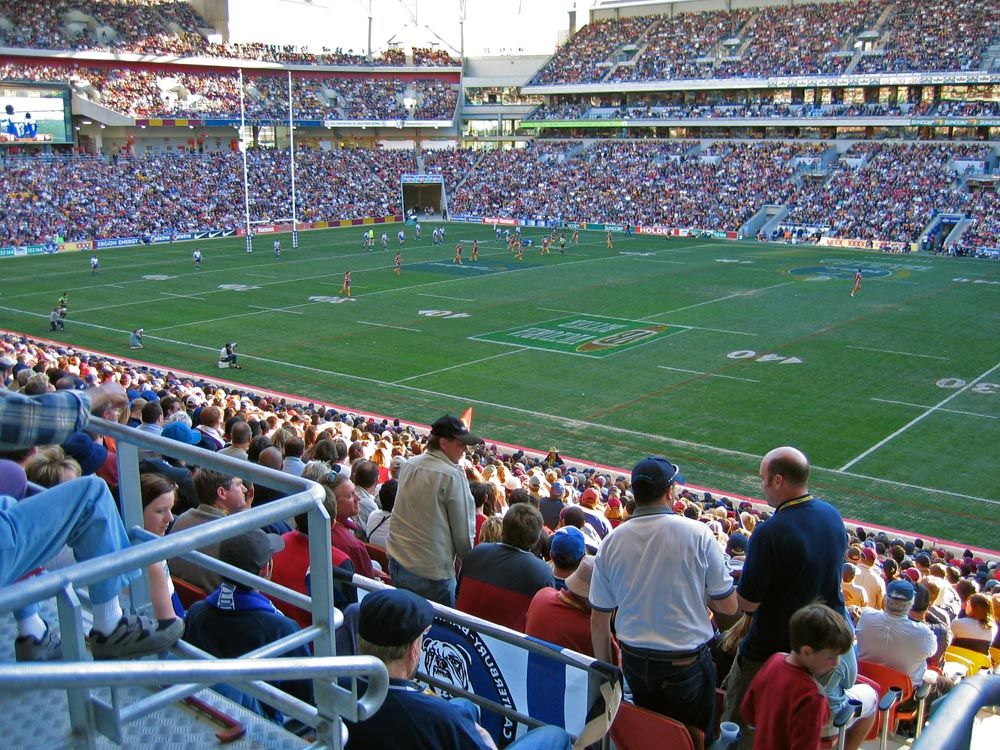
Một trận đấu bóng bầu dục trên sân Suncorp

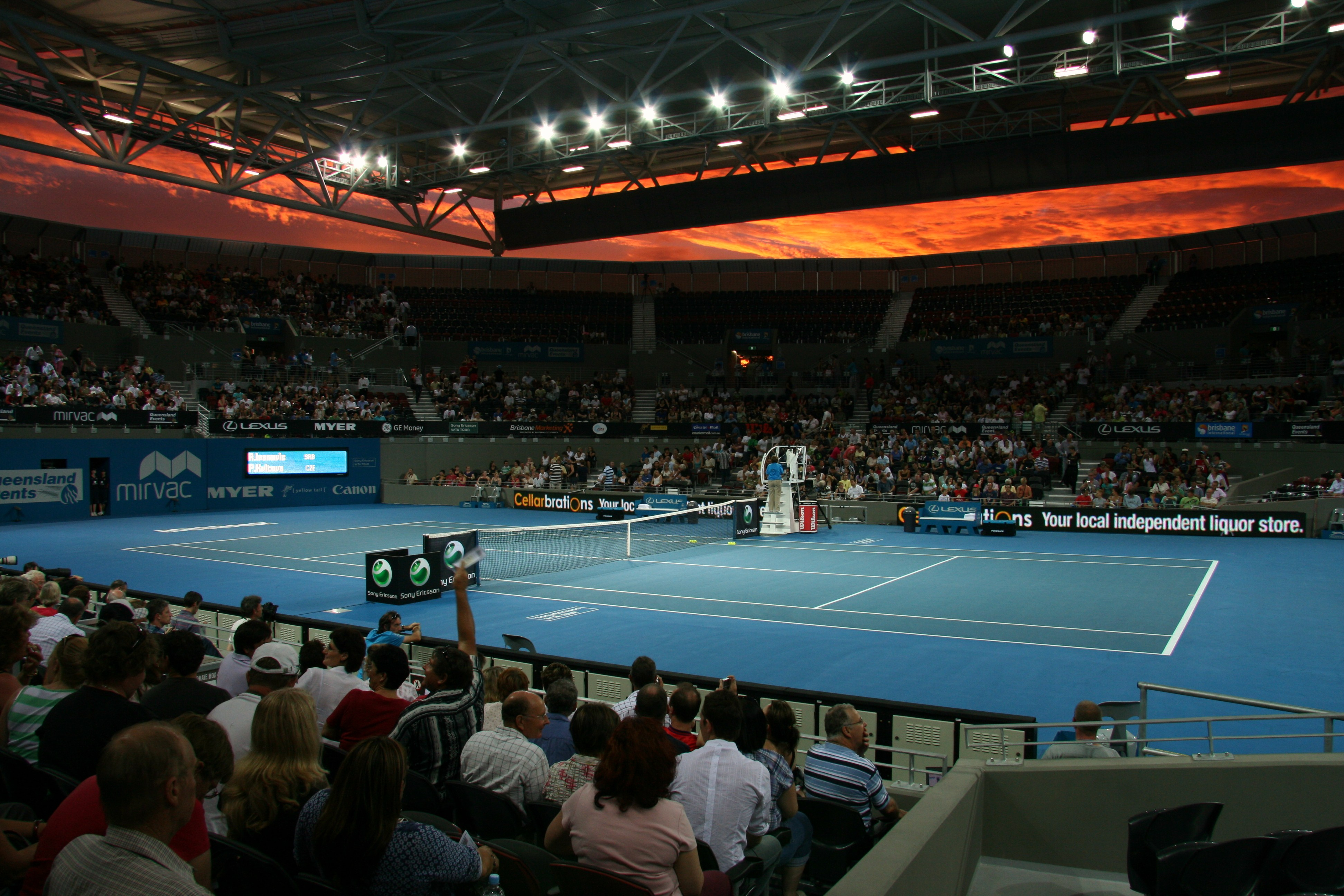
Một trận đấu quần vợt ở Brisbane International

Brisbane đã tổ chức một số sự kiện thể thao lớn bao gồm các Đại hội thịnh vượng chung năm 1982 và các đại hội thiện chí năm 2001. Thành phố cũng tổ chức các sự kiện trong World Cup bóng bầu dục các năm 1987,1992, 2003 và 2008. Thành phố cũng đã chia sẻ quyền đăng cai cùng Sydney trong Thế vận hội Mùa hè 2000, và sẽ tổ chức cùng với Gold Coast cho một số sự kiện ở Đại hội thịnh vượng chung 2018. Vào năm 2005, Thủ tướng Peter Beattie đã công bố kế hoạch cho Brisbane dự định tổ chức Thế vận hội Olympic năm 2024, vào tháng 8 năm 2008 đã nhận được sự hỗ trợ của Ủy ban Olympic Úc, bao gồm cựu Thủ tướng Queensland Anna Bligh và cựu Thị trưởng Brisbane Campbell Newman. Câu lạc bộ chuyên nghiệp nổi tiếng nhất trong thành phố là Brisbane Broncos, thường đại diện trong cuộc thi bóng bầu dục quốc gia. Rugby Union cũng rất nổi tiếng ở Brisbane và thành phố tổ chức Queensland Reds chơi Super Rugby. Brisbane cũng tổ chức một đội bóng đá chuyên nghiệp có tên là Brisbane Roar FC và một câu lạc bộ AFL là Brisbane Lions. Brisbane là một trong những thành phố chủ nhà ở giải Cúp bóng đá châu Á 2015 diễn ra trên đất Úc. Gần đây, Brisbane đã giới thiệu đội bóng rổ của thành phố là Bullets Brisbane vào giải bóng rổ quốc gia Úc sau 8 năm gián đoạn.
Các địa điểm thể thao lớn của thành phố bao gồm Gabba, Trung tâm Sleeman tại Chandler, Sân vận động Suncorp (Lang Park), Sân vận động Ballymore và các cơ sở sân vận động của Trung tâm Thể thao và Điền kinh Queensland ở Nathan. Với việc đóng cửa sân Tennis Milton vào năm 1994, Brisbane thiếu một cơ sở quần vợt lớn. Vào năm 2005, Chính phủ Tiểu bang đã phê duyệt Trung tâm Quần vợt Nhà nước một sân vận động trị giá 65 triệu đô la Úc. Việc xây dựng được hoàn thành vào năm 2008. Giải quần vợt Brisbane International được tổ chức ở đây từ tháng 1 năm 2009.
Năm 2023, Brisbane chính thức được chọn là thành phố đăng cai tổ chức Olympic và Paralympic 2032. Chiến thắng của Brisbane đến từ kế hoạch tổ chức hướng tới sự tiết kiệm và vững bền, phù hợp với chủ trương của Ủy ban Olympic Quốc tế. Đây sẽ là kỳ thế vận hội thứ 3 được tổ chức tại Úc.

## Du lịch
Du lịch đóng một vai trò quan trọng trong nền kinh tế Brisbane, là điểm đến phổ biến thứ ba cho khách du lịch quốc tế sau Sydney và Melbourne. Các khu vực du lịch và giải trí nổi tiếng ở Brisbane bao gồm công viên South Bank, công viên Roma Street, Vườn Bách Thảo Thành phố, Công Viên Rừng Brisbane và Cảng Portside. Khu bảo tồn Koala Lone Pine mở cửa vào năm 1927 và là khu bảo tồn loài gấu koala đầu tiên trên thế giới. Vùng ngoại ô của Mount Coot-tha là nơi có một khu rừng nổi tiếng và Vườn Bách thảo Brisbane, nơi có Cung thiên văn Sir Thomas Brisbane và Vườn Nhật Bản "Tsuki-yama-chisen" (trước đây là Gian hàng Chính phủ Nhật Bản của Triển lãm Thế giới của Brisbane).
Brisbane có hơn 27 km (17 dặm) đường dành cho xe đạp, chủ yếu là xung quanh sông Brisbane và trung tâm thành phố, mở rộng về phía tây của thành phố. Bản thân dòng sông này nổi tiếng với những người tắm, và nó cho phép du ngoạn bằng thuyền đến vịnh Moreton khi cảng chính trong thành phố đến. Ngày nay câu cá và chèo thuyền là phổ biến hơn. Các hoạt động giải trí phổ biến khác bao gồm leo núi phiêu lưu Story Bridge và leo núi đá tại Vách đá Kangaroo Point. Sở thú Úc gần đó, nổi tiếng bởi thợ săn cá sấu huyền thoại Steve Irwin, cũng khuyến khích nhiều du khách đến thăm Brisbane.
Trong năm 2015, một cuộc thi do sách hướng dẫn du lịch Rough Guides chứng kiến Brisbane được bầu là một trong mười thành phố đẹp nhất thế giới, với những lý do như "sự kết hợp chiến thắng của kiến trúc hiện đại cao tầng, không gian xanh tươi tốt và sông Brisbane to lớn theo cách của nó chảy qua trung tâm trước khi đổ mình vào vịnh Moreton xanh. "

## Giao thông

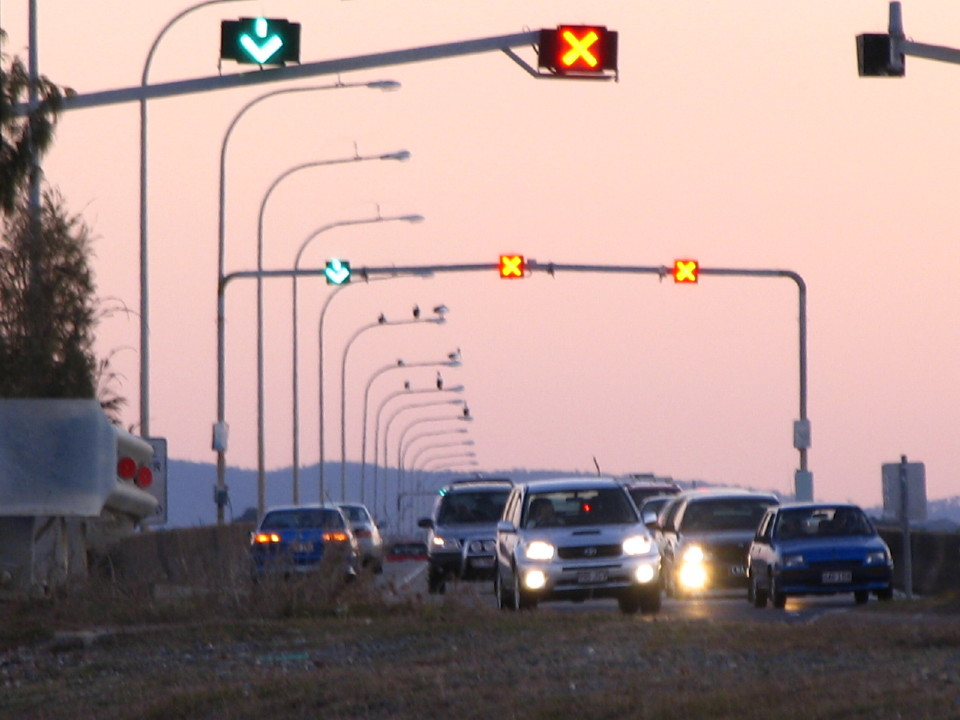
Cầu Xa lộ Houghton, cây cầu dài thứ 2 ở Úc, trong giờ cao điểm

Brisbane có mạng lưới giao thông rộng khắp trong thành phố, cũng như kết nối với các trung tâm khu vực, liên bang và các điểm đến nước ngoài. Việc sử dụng giao thông công cộng đô thị vẫn chỉ là một thành phần nhỏ trong tổng vận tải hành khách, thành phần lớn nhất được đi bằng xe cá nhân.
Phương tiện giao thông công cộng được cung cấp bằng dịch vụ xe buýt, xe lửa và phà. Dịch vụ xe buýt được điều hành bởi các nhà khai thác công cộng và tư nhân trong khi các chuyến tàu và phà được điều hành bởi các cơ quan công cộng. Khu thương mại trung tâm Brisbane (CBD) là trung tâm trung tâm cho tất cả các dịch vụ vận tải công cộng với các dịch vụ tập trung trên trạm xe buýt Queen Street, các ga đường Roma và Central, và các bến phà thành phố khác nhau. Dịch vụ phà tốc độ cao CityCat của Brisbane, phổ biến với khách du lịch và hành khách, hoạt động dịch vụ dọc theo sông Brisbane giữa Đại học Queensland và Northshore Hamilton.
Mạng lưới Đường sắt Queensland bao gồm 10 đường ngoại ô và bao gồm phần lớn phía tây, phía bắc và phía đông của thành phố. Nó cũng cung cấp tuyến đường cho một dịch vụ Airtrain dưới sự kiểm soát chung / riêng giữa Thành phố và Sân bay Brisbane. Từ năm 2000, Brisbane đã phát triển một mạng lưới đường xe buýt, bao gồm cả Đường xe buýt Đông Nam, Xe buýt phía Bắc và Đường xe buýt phía Đông. TransLink vận hành một hệ thống bán vé tích hợp trên toàn mạng lưới giao thông công cộng.
Sông Brisbane đã tạo ra một rào cản đối với một số tuyến đường giao thông. Tổng cộng có mười cầu đường, tập trung chủ yếu ở khu vực nội thành. Điều này đã tăng cường sự cần thiết của các tuyến giao thông để tập trung vào nội thành. Ngoài ra còn có ba cây cầu đường sắt và hai cây cầu cho người đi bộ. Cầu Eleanor Schonell (ban đầu có tên, và vẫn thường được gọi là Cầu Xanh) giữa Đại học Queensland và Công viên Dutton được sử dụng bởi xe buýt, người đi bộ và người đi xe đạp. Hiện tại có nhiều dự án đường hầm và cầu đang được triển khai như một phần của kế hoạch TransApex.
Một mạng lưới rộng lớn các con đường dành cho người đi bộ và người đi xe đạp đã được tạo ra dọc theo bờ sông Brisbane để tạo thành một mạng lưới Riverwalk.
Brisbane được phục vụ bởi một số đường cao tốc đô thị và liên đô thị. Đường cao tốc Pacific kết nối trung tâm thành phố với Gold Coast ở phía nam. Xa lộ Ipswich kết nối thành phố với Ipswich, Queensland ở phía tây qua các vùng ngoại ô phía nam, trong khi Xa lộ Tây và Đường cao tốc Centenary cung cấp kết nối giữa phía tây bắc và phía tây nam của Brisbane, kết nối với Xa lộ Ipswich phía nam Sông Brisbane. Bruce Highway là tuyến đường chính của Brisbane ở phía bắc thành phố đến phần còn lại của Bang. Đường cao tốc Bruce chấm dứt 1.700 km (1.056 dặm) ở Cairns và đi qua hầu hết các thành phố lớn dọc bờ biển Queensland. Đường cao tốc Gateway là một đường thu phí riêng nối Gold Coast và Sunshine Coasts bằng cách cung cấp một tuyến đường thay thế qua cầu Gateway tránh khu vực nội thành của Brisbane. Cảng của Đường cao tốc Brisbane kết nối Cửa ngõ với Cảng Brisbane, trong khi Đường hầm Nội thành và Đường cao tốc Riverside hoạt động như hệ thống đường cao tốc bên trong để ngăn người lái xe đi qua trung tâm bị tắc nghẽn của thành phố.

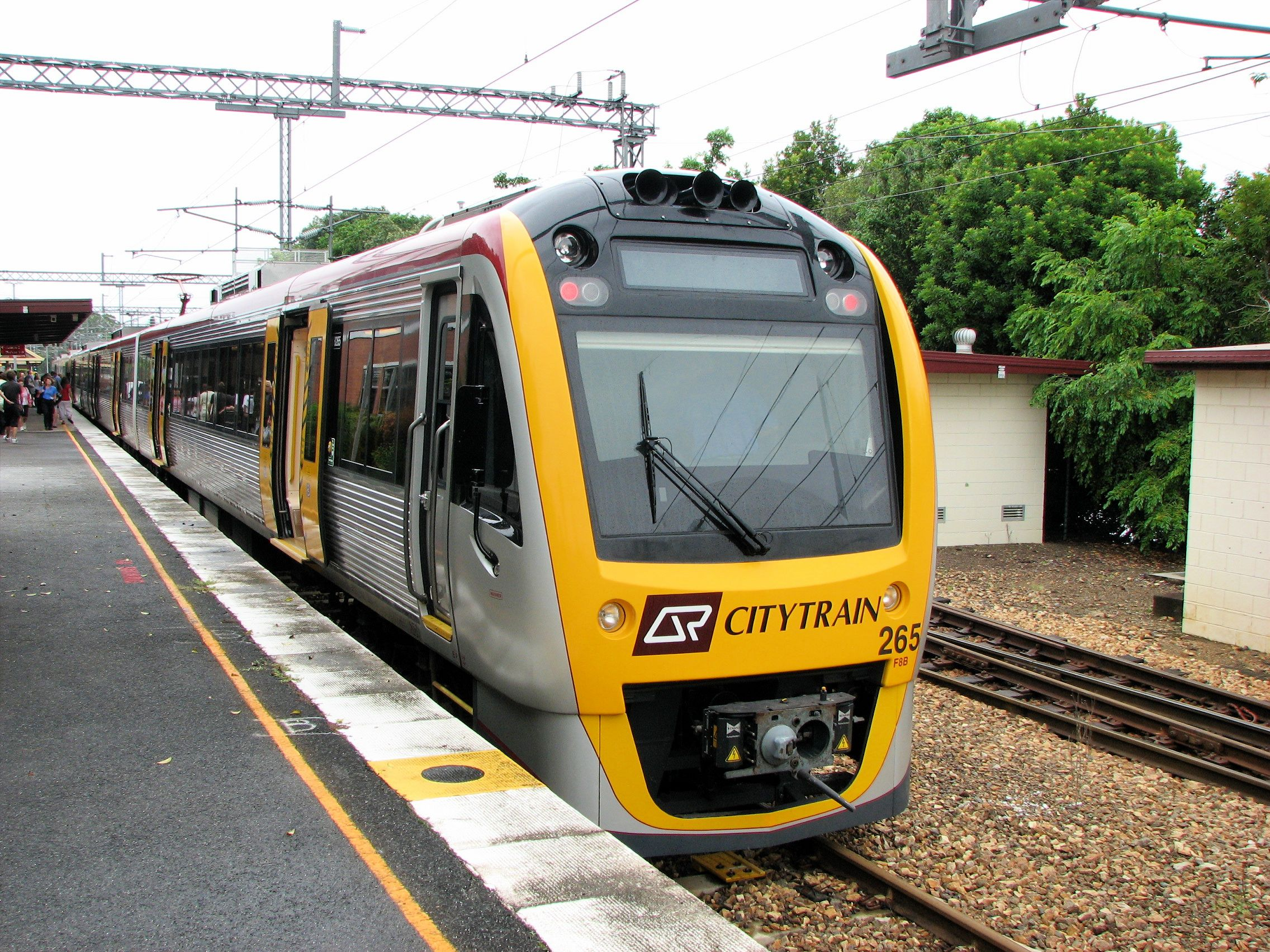
Một con tàu đường sắt ở ga Nambour

Sự tăng trưởng dân số của Brisbane đã đặt các chủng trên hệ thống giao thông của Đông Nam Queensland. Chính quyền Tiểu bang và Hội đồng Thành phố Brisbane đã phản ứng với các kế hoạch cơ sở hạ tầng và tăng ngân sách cho các dự án giao thông, chẳng hạn như Chương trình và Chương trình Cơ sở hạ tầng Đông Nam Queensland. Phần lớn trọng tâm đã được đặt vào việc mở rộng cơ sở hạ tầng đường bộ hiện tại, đặc biệt là đường hầm và đường vòng, cũng như cải thiện hệ thống giao thông công cộng.
Sân bay Brisbane (mã IATA: BNE) là sân bay chính của thành phố, là sân bay đông thứ ba ở Úc sau Sân bay Sydney và Sân bay Melbourne. Nó nằm ở phía đông bắc của trung tâm thành phố và cung cấp dịch vụ hành khách trong nước và quốc tế. Trong năm 2012-2012, Sân bay Brisbane đã phục vụ hơn 21,3 triệu hành khách. Sân bay được phục vụ bởi Brisbane Airtrain, cung cấp dịch vụ đường sắt từ trung tâm thành phố Brisbane đến và đi từ sân bay. Sân bay Archerfield (ở ngoại ô phía nam Brisbane) đóng vai trò như một sân bay hàng không chung.

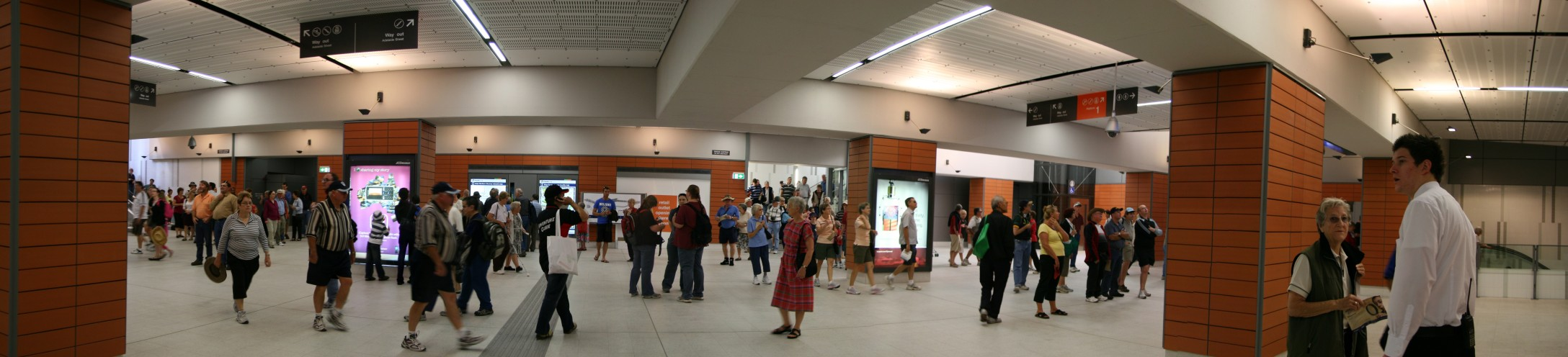
Trạm xe buýt King George Square